# هنری فایول

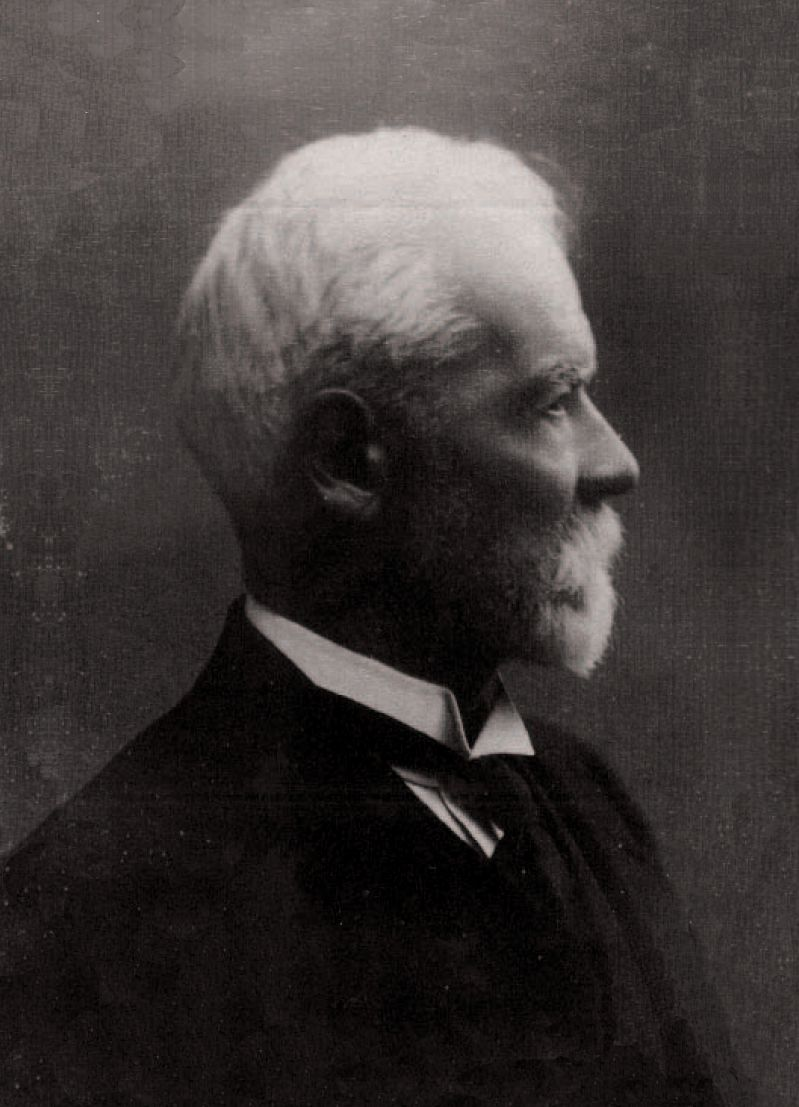
'

هانری فایول (به فرانسوی: Henri Fayol) (۲۹ ژوئیه ۱۸۴۱ در استانبول - ۱۹ نوامبر ۱۹۲۵ در پاریس) مهندس معدن، سرپرست معدن و از نظریه‌پردازان فرانسوی-ترکیه‌ای بود. وی نظریه‌ای مستقل از نظریه مدیریت علمی فردریک تیلور، با نام مدیریت اداری ارائه کرد. فایول یکی از تأثیرگذارترین مدافعان نظریه مدیریت جدید است. او را پیشگام ترین فرد در حیطه مدیریت علمی دانسته اند و برخی از صاحب‌نظران به او لقب پدر مدیریت علمی معاصر را داده اند.

## زندگی
به دلیل اینکه پدر هانری فایول از مهندسان سازنده مدخل شاخ طلایی در شهر استانبول بود، وی ۶ سال از اوایل عمرش را در این شهر سپری کرد. او به همراه خانواده‌اش در سال ۱۸۴۷ به کشور فرانسه بازگشت.
فایول در شهر سنت اتین در مدرسه معدن این شهر به تحصیل پرداخت.
او پس از فارغ‌التحصیل شدن در رشته مهندسی معدن سرپرست معدنی در کشور فرانسه شد.
فایول در سال ۱۹۱۶ تجربیات خود را در کتابی با نام مدیریت صنعتی و عمومی منتشر کرد و چندی پس از آن فردریک تیلور نظریه مدیریت علمی را ارائه کرد.

## اصول علم اداره(نظریه فراگرد مدیریت)
رهیافت سنتی دوم به مدیریت مبتنی بر تلاش برای شناسایی و مستندسازی تجربیات مدیران موفق بود .
در بحبوحه ی سالهای جنگ جهانی اول(۱۲۹۶ هجری شمسی) ، هنری فایول مدیرحرفه ای ، دانشمند و نویسنده فرانسوی مکتب مبتنی بر ((اصول علم اداره)) _مکتب اصول گرایی در مدیریت را مطرح کرد . فایول در سال ۱۹۱۶ میلادی ، پس از سالها کار در صنایع فرانسه ، کتاب مدیریت عمومی و صنعتی را منتشر کرد(فایول ، ۱۹۴۹ ، ص۱۰_۱۵) و در آن دیدگاه های خود را در مورد مدیریت مناسب سازمان و افرلد آن بیان کرد .
فایول نظریه مدیریت اداری را شامل ۶ دستورالعمل اصلی مدیریتی و ۱۴ قانون مدیریتی می‌داند.
فعالیتهای ششگانه از دیدگاه فایول:
1. فعالیت‌های فنی: (تولید و …)
2. فعالیت‌های بازرگانی: (خرید، فروش و …)
3. فعالیت‌های مالی: (به دست آوردن سرمایه و …)
4. فعالیت‌های امنیتی: (نگهداری اموال و …)
5. فعالیت‌های حسابداری: (تأمین اطلاعات مالی و …)
6. فعالیت‌های مدیریتی: (برنامه‌ریزی، سازماندهی و …)

فایول معتقد است ۵ فعالیت اول به اندازه کافی شناخته شده(مشخص ترند) و فعالیت ششم «فعالیت مدیریتی» نیاز به توضیح بیشتری دارد به همین دلیل در کتاب خود بیشتر به تحلیل فعالیت ششم مبادرت دارد . 

## چهارده اصل فایول
اصول چهارده‌گانه مدیریت که توسط هانری فایول مطرح شده‌است، از مهم‌ترین مفاهیم مدیریتی به حساب می‌آید، که به نظر می‌رسد، جزو اولین مسائلی باشد که هر مدیری نیاز به دانستن آن‌ها دارد، دانستنی که باید در مدیریت به کار آید. این اصول در نگاه اول به نظر ساده و روشن می‌آیند، اما به وضوح می‌توان عدم رعایت این موارد را در مدیریت شرکت‌ها و صنعت گران کوچک مشاهده کرد. اصولی که فایول در اوایل قرن بیستم آنها را شناخت و اروپا و آمریکا مدت‌ها پیش آن را باور کردند و دست مایهٔ توسعهٔ آن‌ها شد. 
فایول ضمن بیان این واقعیت که اصول مدیریت باید به صورت انعطاف پذیر به کار برده شوند ، حاصل تجربیات خود را در قالب چهارده اصل برای بهبود مدیریت سازمان و انجام وظایف مدیریت ارائه کرد :
- اصل اول – تقسیم کار: دامنه توجه و کوشش را برای هر نفر یا گروه محدود می‌سازد، همچنین آشنایی و انجام کار را بهبود می‌بخشد.
- اصل دوم – اختیار: حق صدور دستور، که نباید بدون توجه به مسئولیت مورد نظر قرار گیرد.
- اصل سوم – انضباط: تمامی افراد دخیل در سازمان باید از یک اصول خاص پیروی نمایند.
- اصل چهارم – وحدت فرماندهی: از اجراات کاری خویش تنها به یک شخص پاسخگو باشد.
- اصل پنجم – وحدت هدف: تمامی افراد سازمان دنبال یک هدف مشترک باشند.
- اصل ششم – تبعیت تمایلات شخصی از تمایلات گروهی
- اصل هفتم – پاداش کارکنان
- اصل هشتم – تمرکز زایی (ایجاد تمرکز)
- اصل نهم – زنجیره عددی/فرمان (چارت سازمانی)
- اصل دهم – نظم و ترتیب: هر شخص و هر شی در مکان خاص خویش قرار گیرد.
- اصل یازدهم – عدالت و انصاف
- اصل دوازدهم – ثبات افراد
- اصل سیزدهم – ابتکار
- اصل چهاردهم – روح صمیمیت و یگانگی

فایول فعالیت های مدیریتی را از سایر فعالیت های سازمانی متمایز می دانست. مطالعات فایول توسط برخی از صاحب نظران نظیر ارویک و گیولیک که وظایف مدیریت را مشتمل بر برنامه ریزی ، سازماندهی ، کارگزینی ، هدایت ، هماهنگی ، گزارش دهی و بودجه بندی می دانستند پیگیری شد .